# Tiercelet
Tiercelet (Luxemburgs: Däitsch-Lahr) is een gemeente in het Franse departement Meurthe-et-Moselle (regio Grand Est) en telt 504 inwoners (1999). De plaats maakt deel uit van het arrondissement Briey.

## Geografie
De oppervlakte van Tiercelet bedraagt 7,7 km², de bevolkingsdichtheid is 65,5 inwoners per km².
De onderstaande kaart toont de ligging van Tiercelet met de belangrijkste infrastructuur en aangrenzende gemeenten.

## Demografie
Onderstaande figuur toont het verloop van het inwonertal (bron: INSEE-tellingen).